# Liste der Monuments historiques in Thanvillé
Die Liste der Monuments historiques in Thanvillé führt die Monuments historiques in der französischen Gemeinde Thanvillé auf.

## Liste der Bauwerke
| Bezeichnung          | Beschreibung                                         | Standort                | Kennzeichnung | Schutzstatus   | Datum     | Bild           |
| -------------------- | ---------------------------------------------------- | ----------------------- | ------------- | -------------- | --------- | -------------- |
| Château de Thanvillé | Schlossanlage, nach 1571, um 1770 barock umgestaltet | 7 rue du Château (Lage) | PA00085202    | Inscrit Classé | 1988 1989 | weitere Bilder |

## Liste der Objekte
| Bezeichnung                      | Beschreibung                                      | Standort                                  | Kennzeichnung | Schutzstatus   | Datum     | Bild |
| -------------------------------- | ------------------------------------------------- | ----------------------------------------- | ------------- | -------------- | --------- | ---- |
| Gemälde Schlacht von Thannweiler | Ölfarbe auf Leinwand, 1870 von Alfred Touchemolin | in der Mairie (Lage)                      | PM67001383    | Inscrit        | 2004      |      |
| Orgel                            | Ensemble aus PM67001098 und PM67000343            | in der Kirche St-Jacques-le-Majeur (Lage) | PM67001097    | Inscrit Classé | 1982 1980 |      |
| Orgelprospekt                    | 1833 von Joseph Stiehr gebaut                     | in der Kirche St-Jacques-le-Majeur (Lage) | PM67001098    | Inscrit        | 1982      |      |
| Instrumentalteil der Orgel       | 1833 von Joseph Stiehr gebaut                     | in der Kirche St-Jacques-le-Majeur (Lage) | PM67000343    | Classé         | 1980      |      |